# 西沢圭太
西沢 圭太（西澤 圭太、にしざわ けいた、1979年（昭和54年）7月5日 - ）は、日本の政治家。東京都議会議員（5期）。立憲民主党青年局事務局長、東京都議会立憲民主党（会派）前幹事長。

## 来歴
東京都練馬区出身。中央大学杉並高等学校、中央大学法学部法律学科卒業。2002年、株式会社ソフトクリエイト入社。2005年、衆議院議員長妻昭の公設秘書となる。2009年、30歳で2009年東京都議会議員選挙中野区選挙区から民主党公認で出馬し初当選。
2009年11月19日、一般社団法人AMI (非政府組織)と共同で東京都青少年・治安対策本部青少年課に対し、東京都青少年健全育成条例改正の際に要望書を提出。2010年2月、東京都青少年の健全な育成に関する条例改正案が提出されると同じく民主党の都議会議員である栗下善行、松下玲子(現武蔵野市長)らと共に反対の立場を取り活動し、反対運動が大きくなった結果、2010年6月には石原都政史上初の知事提出議案否決となっている。
2013年東京都議会議員選挙では民主党公認で出馬し再選。2017年東京都議会議員選挙では民進党公認で出馬し3選。
2017年11月30日に民進党離党と立憲民主党入党を表明し、同年12月19日に入党が承認された。
2020年、都議会で初めてゲーム規制に関する質問を行う。
2021年東京都議会議員選挙では立憲民主党公認で出馬し4選。
2024年7月に都議会立憲民主党会派幹事長を退任し、竹井庸子が後任に就いた。
2025年東京都議会議員選挙では立憲民主党公認で出馬し5選。

## 人物
- 高校生～大学生時代は音楽部に所属し、バンドを組んで、メジャーレーベルに投稿をしていた。ポジションはドラム、ボーカル、ベース。
- ジャンプ黄金世代であり、漫画表現に関しては今も関心を持っているが、議員になってからは最新作については追い切れていないとのこと、当初鬼滅の刃をギャグマンガだと思っていた。かつてハマったゲームはウルティマオンライン。
- 夫人は江戸川区選挙区選出の都議会議員田之上郁子[10]。なお、かつて民主党・民進党で同僚だった田之上は2017年の都民ファーストの会結成に参加したが、西沢は同年11月末まで民進党に残留した。
- 大のラーメン好きであり、好きなラーメンは家系ラーメン（選挙ビラなどにはこってりラーメン、つけ麺などという記載もある）。
- 長妻昭の秘蔵っ子であり、今でも「オヤジさん」「ボス」と呼ぶなど、深い信頼関係にある。